# 凱登·克羅斯
凱登·克羅斯（英語：Kayden Kross，1985年9月15日—），是一名美國色情演員。克羅斯也以珍娜·妮可（Jenna Nikol）的藝名從事模特兒工作。

## 生平
克羅斯出生於加州沙加緬度。她表示自己在高中時是個「書呆子」。18歲時，為了買下一隻即將被宰殺的小馬，克羅斯開始在兰乔科尔多瓦的 Rick's Showgirls 擔任脫衣舞者。之後，她與經紀公司簽下合約，開始為成人雜誌擔任模特兒。
2006年11月，當時為加州州立大學沙加緬度分校大四生的克羅斯與生動娛樂簽下專屬合約。由於與公司相處並不愉快，一年約滿後選擇不續約成為自由演員。一個月後，她與 亞當與夏娃 簽下合約。
克羅斯曾演出G4TV的實境節目《The Block》與吉恩·西蒙斯的實境秀《Family Jewels》。
她被選為2008年9月的《閣樓》寵物。
克羅斯的官方網站 ClubKayden.com（页面存档备份，存于） 在2008年9月2日正式上線。除了經營 UnKrossed.com 的網誌外，她也在成人產業八卦網誌 MikeSouth.com 等網站定期更新和投稿意見欄。

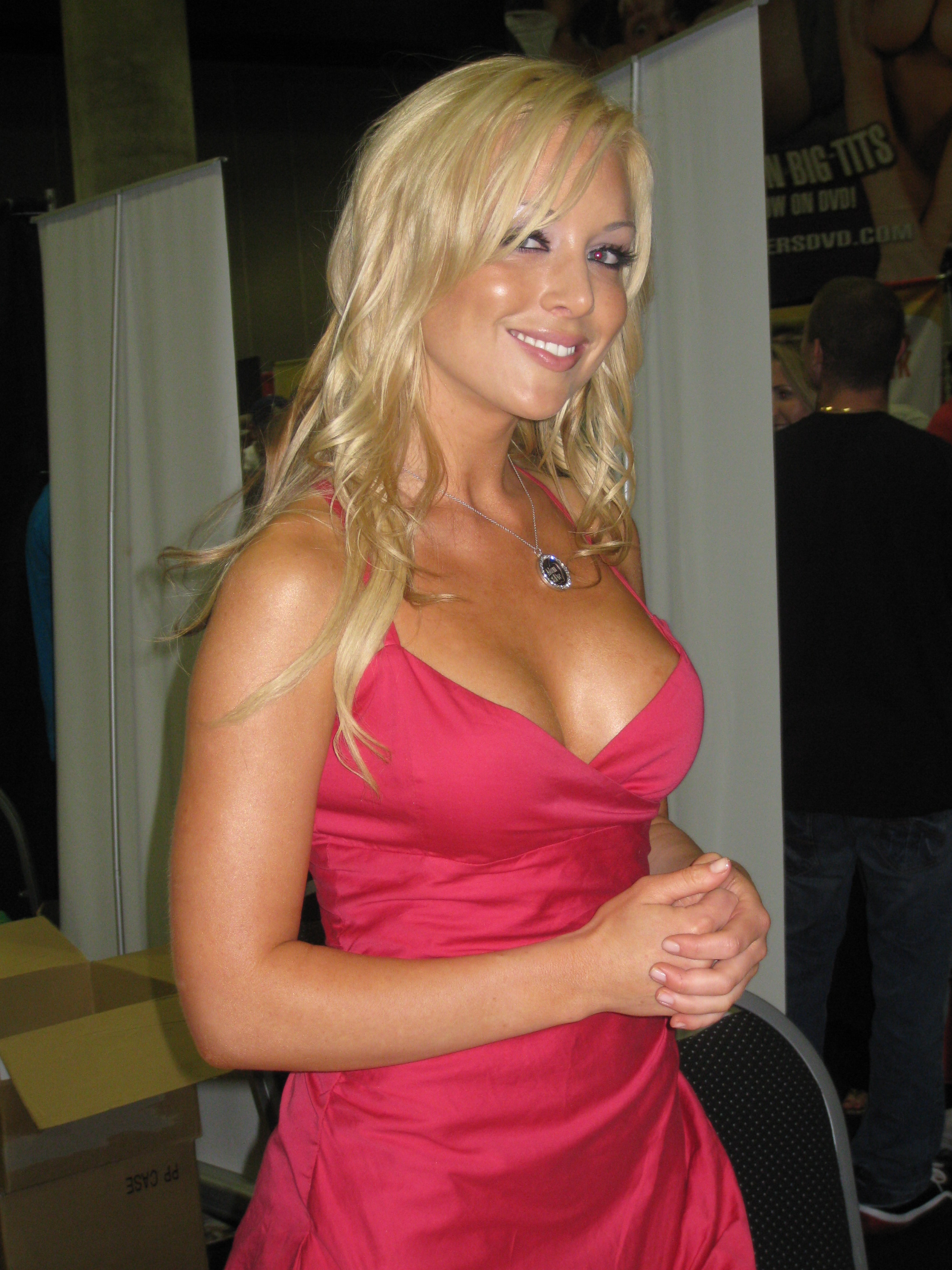
克羅斯於2009年

2010年1月1日，克羅斯與數位遊樂場簽下複數年專屬合約。她在數位遊樂場旗下的第一部作品《The Smiths》在一周內登上暢銷榜冠軍。
克羅斯與色情女星克絲汀·普萊斯和喜劇演員 戴夫·阿特爾共同主持2010年成人影帶新聞獎。
她曾經干犯訛騙罪行而被捕。
2014年出演惡搞電影《醉餓遊戲》。

## 作品

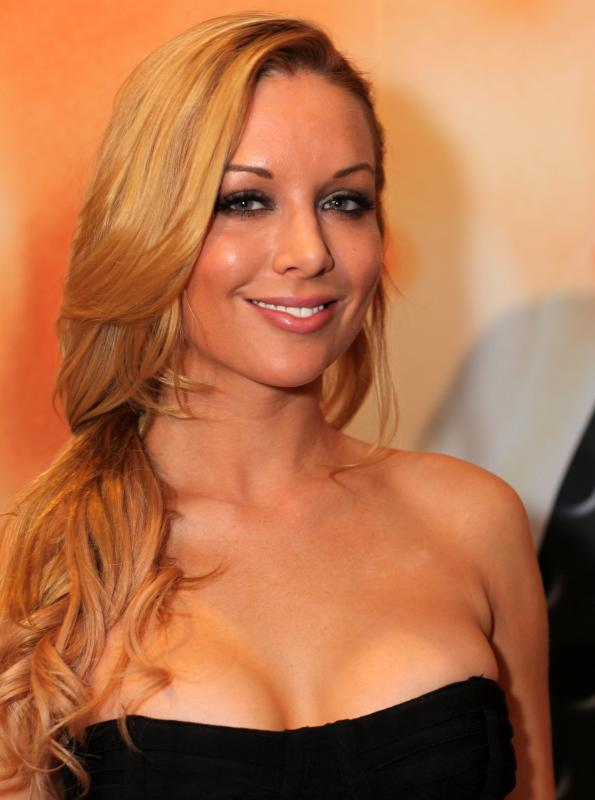
克羅斯於2013年

- TheSmiths (斯密斯夫妇)
- Love & Marriage (爱情与婚姻)[永久]
- Family Matters
- The Perfect Secretary 2 Training Day(完美秘书2训练日)[永久]
- Jack's POV 18
- Top Guns 2011
- Body Heat
- Meet Kayden[永久]

## 獎項
- 2007 Adultcon前20名成人女星[14]
- 2009 熱棕櫚獎（英语：Hot d'Or） – 最佳美國新演員[15]
- 2010 維納斯獎（英语：Venus Award） － Best Actress International[16]
- 2010 國際新人情色獎（英语：Eroticline Awards） － 最佳美國女演員[17]
- 2010 夜遊成人娛樂獎（英语：NightMoves Award） －  最佳女演員 (粉絲票選)[18]
- 2011 成人影帶新聞獎 － Best All-Girl Group Sex Scene – Body Heat[19]
- 2011 成人影帶新聞獎 － 最大膽性愛場景 (粉絲票選) – Body Heat[19]
- 2011 成人產業獎（英语：XBIZ Award） －  年度最佳演技 (女演員) – Body Heat[20]
- 2012 成人影帶新聞獎 － 最火辣性愛場景 (粉絲票選) – Babysitters 2[21]
- 2013 成人產業獎（英语：XBIZ Award） － 最佳場景 (全女性) – Mothers & Daughters[22]
- 2014 成人產業獎（英语：XBIZ Award） － 最好的場景（故事片） - Code of Honor[23]
- 2015 成人產業獎（英语：XBIZ Award） － Director of the Year（Non-Feature Release） - Misha Cross Wide Open
- 2015 成人產業獎（英语：XBIZ Award） － 最佳場景 (全女性) - Misha Cross Wide Open
- 2018 成人影帶新聞獎 － Best Director（Non-Feature） - Sacrosanct

## 外部連結
- 凱登·克羅斯官方網站（页面存档备份，存于）
- 凱登·克羅斯官方部落格（页面存档备份，存于）